# わたしの王国
『わたしの王国』（わたしのおうこく）は、日本のシンガーソングライター・辻詩音の3枚目のアルバム

## 解説
前作アルバム『OH! MY MISTAKES!』から約2年振りで、“辻詩音デビュー10周年記念アルバム”と銘打った3枚目のオリジナルアルバム。今作はベルウッド・レコードからのリリースとなった。

## 収録曲
1. 王冠
編曲：楊慶豪
2. Thunder
編曲：楊慶豪
3. Space Drive
編曲：大沢圭一
4. Interlude 〜Where’s my crown?〜
間奏曲。
5. 砂漠
編曲：SHION's WANDER BAND
6. VR
編曲：江草一平
7. YEAH LAND
編曲：楊慶豪
8. 深海
編曲：楊慶豪
9. 秘密飛行
編曲：江草一平
10. 王国 -Welcome to my world-
編曲：楊慶豪
11. Magic Hour
編曲：TACOS NAOMI
12. Candy kicks -2007 ver.-
編曲：mw (岡和田“Waddy”拓也、福井昌彦)

全曲、作詞/作曲：辻詩音